# Cifru polialfabetic
Un cifru polialfabetic (cod) este orice cifru bazate pe substituție, folosind mai multe alfabete de substituție. Cifrul Vigenère este probabil cel mai cunoscut exemplu de cifru polialfabetic, deși este un caz special simplu. Mașina Enigma este mai complexă, dar esențialmente un cifru cu substituție polialfabetică.